# Wang Fu
Wáng Fú (Wang Fu, tradicional: 王紱, simplificado: 王绂); (1362?-1416?) foi um pintor de paisagens chinês e poeta da Dinastia Ming.[carece de fontes?]
Wang nasceu em Wuxi na província de Jiangsu. As pinturas de Wang seguiam o estilo de Wang Meng e
Ni Zan. Wang também pintou no bambu num estilo livre e desinibido.[carece de fontes?]